# 273
273 (CCLXXIII) je bilo navadno leto, ki se je po julijanskem koledarju začelo na sredo.

## Dogodki
- 1. januar

## Smrti
- Kalinik iz Petre, starogrški zgodovinar, retorik in sofist arabskega porekla (* ni znano)